# Ferrante de’ Rossi

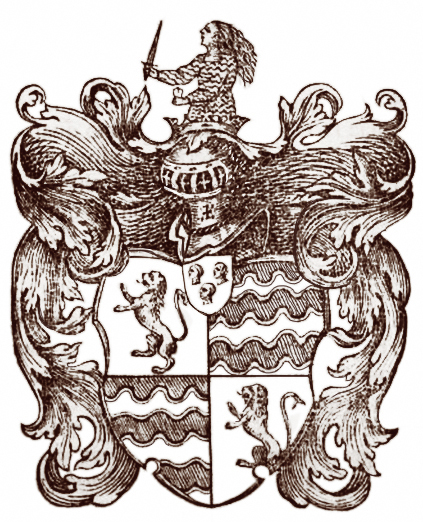
Wappen der Rossis

Ferrante de’ Rossi (* um 1545 in San Secondo; † 1618 in Böhmen oder Brescia) war ein italienischer Condottiere und Adliger, sowie Markgraf von San Secondo.

## Biografie
Ferrante wurde um 1545 in San Secondo als jüngster Sohn von Giulio Cesare de’ Rossi und Maddalena Sanseverino geboren. Nach seiner Heirat mit Polissena Gonzaga, der Tochter von Carlo Gonzaga (1523–1555) aus Gazzuolo, ließ er sich in Mantua nieder und verbrachte sein gesamtes Leben in der Armee.
1566 war er bereits in Diensten von Cosimo I. de’ Medici und erhielt ein monatliches Einkommen. Er nahm später am sechsten Hugenottenkrieg teil und war auch an der Belagerung von Poitiers beteiligt. 1580 befand er sich dagegen in Diensten des spanischen Königs Philipps II. im portugiesischen Erbfolgekrieg. Sein Ruhm wuchs und 1589 wurde er vom Großherzog der Toskana zum Generalgouverneur der Kavallerie ernannt, sodass er 43 Bewaffnete und 400 Pferde kommandierte und dafür ein Jahresgehalt von 2000 Scudi erhielt. Im selben Jahr ernannte ihn der Großherzog Ferdinando I. de’ Medici zum St.-Stephans-Ritter.
Später, 1592, nahm er mit dem Titel eines Feldmeisters am Langen Türkenkrieg in Ungarn zusammen mit Don Giovanni de’ Medici teil. Während der Kampagne kommandierte er die Burg von Győr, die er mit großer Hartnäckigkeit und Geschicklichkeit verteidigte und sogar mit einem nächtlichen Ausfall gegen das türkische Lager erfolgreich war, bei dem mehr als 2000 osmanische Kämpfer niedergemetzelt wurden.
Nachdem er mit großen Ehren vom Kaiser Rudolf II. empfangen worden war, kehrte er 1595 ins Kriegsgeschehen zurück und tat sich in verschiedenen Schlachten hervor.
1602 wechselte er in die Dienste der Republik Venedig als Generalsuperintendent für die venezianischen Festungen in Albanien und Dalmatien, wobei er erneut gegen die Türken kämpfte.
Nachdem er sich ins Privatleben zurückgezogen hatte, starb er 1618, einigen Quellen zufolge in Böhmen, anderen zufolge in Brescia.

## Verwandte
Ferrante hatte mit seiner Gattin Polissena Gonzaga sechs Kinder:
- Ferdinando;
- Fulvia, die später Pirro Graf von Collalto heiratete;
- Giulia, die später Nonne wurde;
- Orlando Carlo, Condottiere;
- Laura, die später Nonne wurde;
- Polissena.

## Ehrungen
- 1589: St.-Stephans-Ritter